# Erich Hoffmann (Radsportler)
Erich „Wüste“ Hoffmann (* 10. Juni 1912 in Mittenwalde; † 31. Mai 1990 in Berlin) war ein deutscher Radrennfahrer. Er war Profisportler von 1934 bis 1950.

## Biographie
Das radsportlerische Talent von Erich Hoffmann fiel dem in den 1930er Jahren populären Sechstage-Fahrer Willy Funda (1906–1988) auf, als Hoffmann mit dem Fahrrad zur Arbeit fuhr. Funda ermutigte Hoffmann, der schon mit 15 Jahren in die SPD eingetreten war, 1931 zum Eintritt in den Rad- und Kraftfahrerbund „Solidarität“. 1932 wechselte Hoffmann zum Berliner Radsport-Club Derby. Seinen ersten bedeutenden Sieg holte er 1933 im Rennen Berlin–Schwedt–Berlin. 1934 entschied er sich, seinen Lebensunterhalt als Berufsfahrer zu verdienen. Mit 21 Jahren war er der jüngste deutsche Radsport-Profi. 1935 konnte er im Großen Straßenpreis von Oberschlesien die deutsche Spitzenklasse der Profis besiegen. In den folgenden Jahren nahm Hoffmann, der zum Berliner Publikumsliebling avancierte, an nationalen und internationalen Flieger-, Steher-, Bahnrad-, Verfolgungs- und Straßenrennen teil. 1935 siegte er im Großen Fliegerpreis von Forst. Wegen seiner scheinbaren Unverwüstlichkeit und seinem Durchhaltevermögen erhielt er vom Publikum den Spitznamen „Wüste“.
Bei den UCI-Straßen-Weltmeisterschaften 1929 in Zürich belegte Hoffmann im Straßenrennen Platz acht. 1934 gewann er den Straßenpreis von Schlesien, 1937 wurde er Zweiter bei Berlin–Cottbus–Berlin und 1943 Dritter der deutschen Stehermeisterschaft. Die Tour de Suisse 1937 beendete er auf dem 17. Platz.
Als der Zweite Weltkrieg ausbrach, wurde Hoffmann wegen seines Status als Sportler zunächst nicht eingezogen, sondern musste erst ab 1943 seinen Militärdienst ableisten. Nach Ende des Krieges setzte er seine Karriere fort und gewann 1946 das erste Rennen auf der Werner-Seelenbinder-Kampfbahn in Neukölln und wurde Zweiter von Rund um Berlin. Im Mai 1946 begann er auch wieder Steherrennen an der Rolle von Walter Gedamke zu fahren. 1948 wurde er gemeinsam mit Karl Weimer deutscher Vize-Meister im Zweier-Mannschaftsfahren. Bei einem Steherrennen in Erfurt 1949 verletzte sich Hoffmann schwer, gewann aber schon drei Monate später das Rennen um das Blaue Band auf der Werner-Seelenbinder-Bahn. 1950 siegte er in der ersten Nachkriegsaustragung des Goldenen Rades von Berlin.
Im Jahr 1950 erklärte Erich „Wüste“ Hoffmann das Ende seiner Profilaufbahn. Beim Goldenen Rad im Mai 1950 stellte er noch einmal acht neue Bahnrekorde auf und überschritt als erster die Grenze von 70 Kilometer pro Stunde in diesem Rennen. Insgesamt konnte er auf 500 Siege in 2000 Rennen zurückblicken.
Hoffman blieb dem Radsport weiter erhalten, zunächst als Fahrradhändler und später als Fabrikant von Leichtmetallfelgen. Zudem fungierte er als Sportlicher Leiter und Geschäftsführer des Berliner Sechstagerennens im Sportpalast.
Erich Hoffmann war verheiratet mit einer Tochter des Radrennfahrers Oscar Kuschkow (1896–1922), Gerda, und lebte in Berlin-Neukölln. Im Alter von 77 Jahren starb er 1990 in Berlin.
2017 richtete das Deutsche Technikmuseum in Berlin die Ausstellung Wüüüste! Erich „Wüste“ Hoffmann und der Berliner Radsport 1934 bis 1950 aus. Der Nachlass Erich Hoffmanns befindet sich im Historischen Archiv des Deutschen Technikmuseums.

## Palmarès

### Siege (Auswahl)
- 1935: Mannschaftsrennen in der Deutschlandhalle
- 1937: Stunde der Giganten in der Deutschlandhalle
- 1943: Stehermeisterschaft in Nürnberg
- 1944: 60-km-Mannschaftsrennen in Magdeburg
- 1946: Blaues Band in Berlin-Neukölln
- 1946: Großer Preis von Berlin
- 1950: Berliner Stehermeisterschaft
- 1950: Goldenes Rad in Berlin

### Sonstige Rennen (Auswahl)
- 1929: Straßenweltmeisterschaft der Amateure in Zürich (8. Platz)
- 1934: 30. Berliner Sechstagerennen (7. Platz, mit Georg Umbenhauer)
- 1937: Tour de Suisse (26. Platz)
- 1946: Rund um Berlin (2. Platz)
- 1946: Straßenmeisterschaft der Berliner Berufsfahrer (2. Platz)
- 1949: 31. Berliner Sechstagerennen (ausgeschieden, mit Lucien Gillen)
- 1950: 32. Berliner Sechstagerennen (7. Platz, mit Jean Schorn und Heinrich Schwarzer)